# Ivan Preissler
Ivan Preissler, (ur. 28 kwietnia 1953 r. w miejscowości Březové Hory k. Příbramu, dokąd 2 tyg. wcześniej wysiedlono z Pragi jego rodzinę, odmawiającą wstąpienia w szeregi Komunistycznej Partii Czechosłowacji. Gimnazjum ukończył w Dobříši (1969-1973), szkołę językową (anglistyka) w Pradze w 1985 r. Do chwili wyjazdu na Zachód był aktywnym członkiem antykomunistycznego czeskiego undergroundu, toteż wielokrotnie przesłuchiwano go w praskiej centrali urzędu bezpieczeństwa przy ul. Bartolomejskiej.
W roku 1985 zdecydował się na emigrację i przez rok studiował malarstwo w słynnej Akademii Soto-Messa w Madrycie. W grudniu 1986 r. znalazł się w Chicago, gdzie pracował głównie jako architekt zieleni miejskiej i dekorator w dużych sieciach hotelowych. W latach 1987–1991 należał do grupy "The Rivington School", będąc jednocześnie członkiem międzynarodowego ruchu Network.
Z Chicago przeniósł się do Nowego Jorku, już jako uznany twórca abstrakcyjnych płócien i setek Mail Artów. Wystawiał w około 50 krajach świata - od USA po Tajwan, Japonię czy Uzbekistan. Współpracował z wielu innymi klasykami Mail Artu - choćby Ryosuke Cohenem z Osaki, dzięki któremu zyskał przyjaciół w... Polsce, gdzie twórczość Preisslera popularyzowali: Krzysztoff Ska-in May, Lech L. Przychodzki (także przekłady poezji i aforyzmów) i Ryszard Tomczyk.
Do Pragi Ivan Preissler powrócił w roku 1991 - lecz mieszkania, zarekwirowanego przez komunistyczne władze po jego ucieczce do Hiszpanii, nie odzyskał nigdy. Ciężka choroba (uranowe złoża Příbramu wpłynęły na brak odporności organizmu, pogłębiony boreliozą) nie przeszkodziła mu w twórczej aktywności, którą poszerzył o współpracę z wielu czasopismami Mail Artu oraz rozważania teologiczno-filozoficzne i wypowiedzi poetyckie. Był znawcą największych światowych religii, fascynowały go też - starożytna greka i hebrajski oraz ich alfabety. Podobnie jak w Polsce Andrzeja Kota - Preisslera inspirowały niekiedy do własnych improwizacji - poszczególne litery.

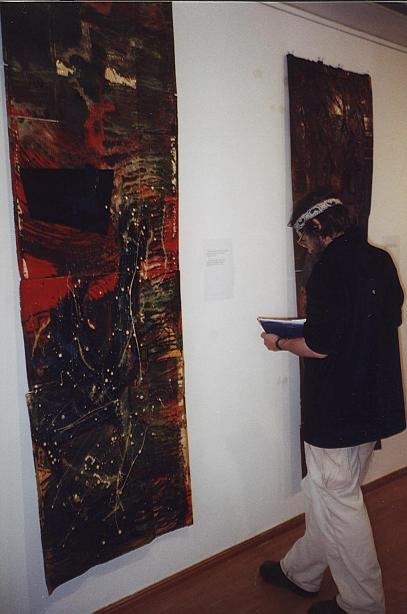
Wystawa prac autora

Ciężki wypadek, któremu uległ, skończył się poważnym urazem czaszki i obrażeniami mózgu. Był rok 2001 i mimo określenia jego stanu jako beznadziejny, Preissler o własnych siłach wyszedł ze szpitala. Do pełni zdrowia już nie powrócił - zmarł w Pradze 1 kwietnia 2002 r.
Czesi pożegnali go retrospektywną wystawą w stołecznej "Galerie kritiků - Palác Adria" na przełomie października i listopada roku 2004, na wernisaż zapraszając m.in. nadwiślańskich kolegów twórcy. Nad albumem prac Preisslera, przygotowanym przez jego matkę, Evę Preisslerovą, czuwał znany czeski typograf - Daniel Pošta. Tom 12 "Slovníká českých a slovenských výtvarných umělců 1950–2003" (Wyd. Chagall, Ostrava) przybliża już czytelnikom znad Wełtawy i Dunaju postać zakazanego przed 1989 r. plastyka.
Polscy artyści Mail Artu (przy pomocy Evy Preisslerovej) poświęcili praskiemu malarzowi i grafikowi dwa numery specjalne "Ulicy Wszystkich Świętych" - nr 8A (34A) z sierpnia 2002 r. i 10A (48) z października roku 2003, przygotowane przez Marka Amen-Popielnickiego.
Dwujęzyczna (czesko-polska) edycja książki "Rubíny potu" - w opracowaniu.